# エルリコサウルス
エルリコサウルス(Erlikosaurus)は白亜紀後期に生息した草食の獣脚類恐竜の属である。テリジノサウルス科に属している。化石は頭骨とそれ以外の部分的な骨がモンゴルのバヤン・シレ層の約9000万年前の地層から発見されている。

## 発見と命名
エルリコサウルスの化石は1972年、ウムヌゴビ県でのソ連-モンゴル共同調査によりバイシン・ツァフ（Bayshin Tsav）で発見された。タイプ種Erlikosaurus andrewsi は1980年アルタンゲレル・ペルレにより命名記載された。この論文はリンチェン・バルスボルドが共著者であるがバルスボルドはこの種の命名者としては示されていない。属名はトルコ-モンゴル神話の魔王エルリクにちなみ、種小名はアメリカの古生物学者ロイ・チャップマン・アンドリュースにちなみ命名されている。ややこしいことに、ペルレは1981年にこの種を再び新種であるかのように命名し、よりラテン語的な "Erlicosaurus"という表記にした。現在では一般に最初の名前であるErlikosaurusが正当な名前であるとみなされている。
ホロタイプ標本であるIGM 100/111はセノマン期からサントン期の年代の地層から発見された。この標本は下顎を含む完全な頭骨といくつかの頸椎の断片、左の上腕骨、右の足で構成されている。発見された当時では唯一のテリジノサウルス類（当時はセグノサウルス類と呼ばれていた）の頭骨であった。この発見は、難解で情報の乏しいテリジノサウルス類を解明する上で大きな貢献を成した。現在でもテリジノサウルス類の頭骨としては最も完全である。
研究者の中には1983年に命名されたエニグモサウルス・モンゴリエンシスと同じものだと推定するものもいる。この種はエルリコサウルスと同じ累層で発見された部分的な骨盤に基づいており、エルリコサウルスの骨盤は発見されていないためである。もし同一種だとするとエニグモサウルスはエルリコサウルスのジュニアシノニムとなる。しかし、エルリコサウルスの骨盤がセグノサウルスのものに似たものだと予想されるのに対して、エニグモサウルスの骨盤は厳密にはセグノサウルスのそれに似ておらず、大きさが異なっていることもあり、バルスボルドはこの同義化に対して異議を唱えている。したがって、一般的には未だエルリコサウルスとエニグモサウルスは別の属であるとみなされている。

## 特徴

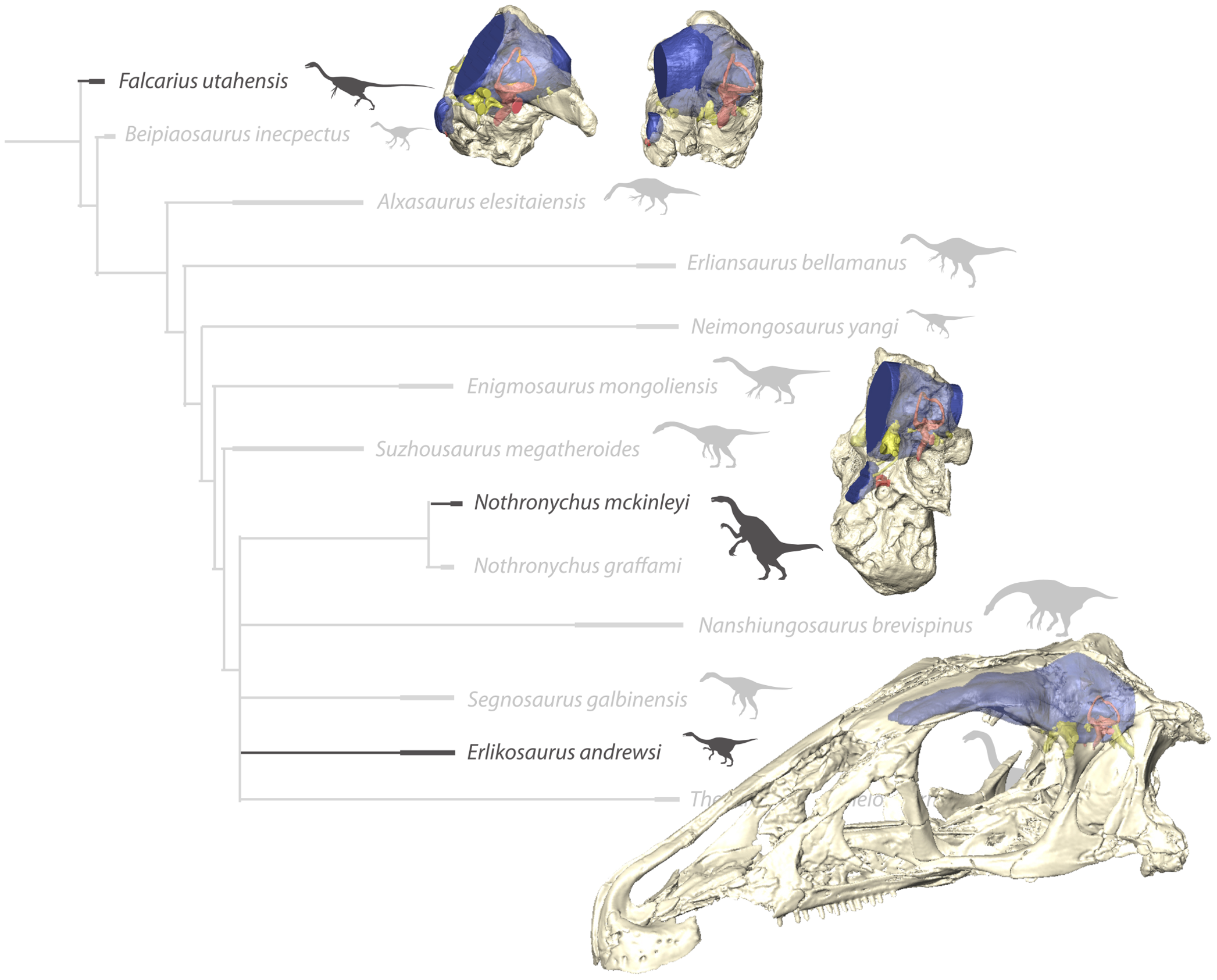
エルリコサウルスの頭骨（下段）

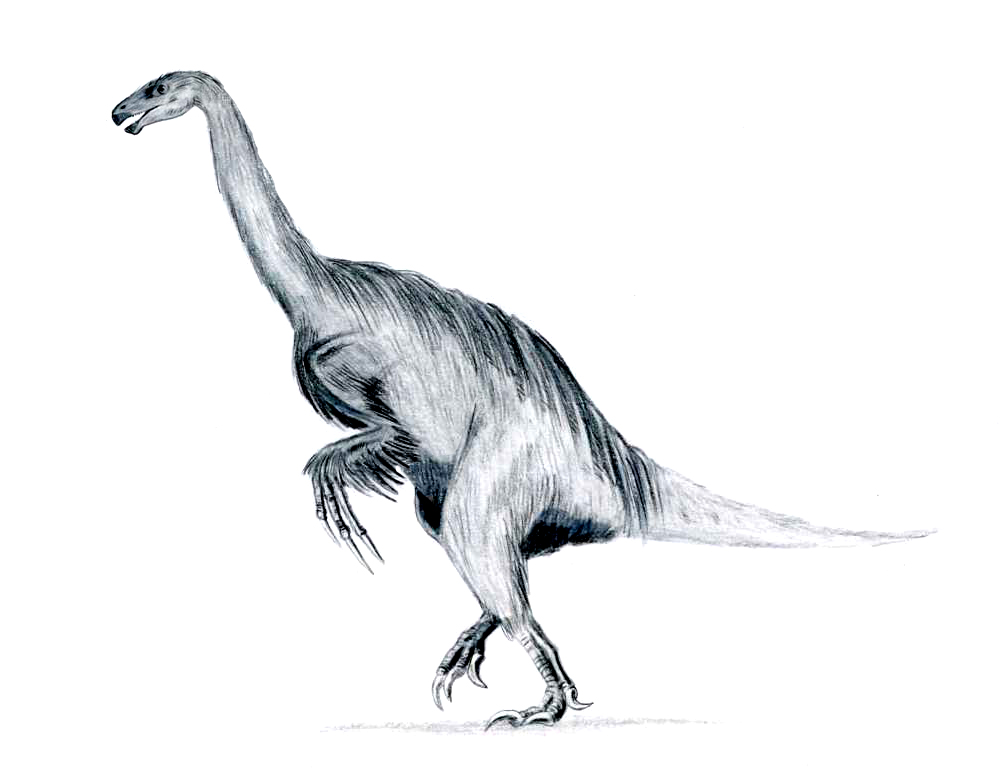
復元図

エルリコサウルスの属するテリジノサウルス類は奇妙なグループであり、獣脚類であるにもかかわらず肉食ではなく草食で、恥骨が鳥盤類のように後方を向いている。また、鳥盤類の様に顎の先端が植物を刈り取ることに適して広く、湾曲した骨質のくちばしになっている。くちばしの後方は隙間で分かれており、上顎骨には片側あたり23本の真直ぐで粗い鋸歯のある歯が並んでいる。歯骨（下顎の骨）にはさらに多く、片側あたり31本の歯があった。全体として108本の歯があった。骨質の鼻孔は非常に大きく、細長かった。脳函は含気性の骨によって後方に膨張していた。テリジノサウルス類は羽毛を持っていたことが知られており、エルリコサウルスも同様に羽毛を持っていたと考えられる。足に非常に長細い鉤爪を持っており、骨芯の長さは10 cmに達した。この鉤爪の用途は不明であるが、G.S.ポールは自衛に使用したものと推定している。 
この属は非常に断片的な化石しか知られておらず、特にホロタイプには脊椎がほとんど無いため、体長を確定することができない。頭骨の長さは25 cmで、上腕骨の長さは30 cmである。化石標本が成体であると仮定して、これらから指定される体長は6 mである。エルリコサウルスは近縁種のセグノサウルスと比較してより軽量なつくりだったようだ。他の推定ではより小さく、2010年のポールによる推定では体長4.5 m、体重500 kgとされている。

## 分類
ペルレはエルリコサウルスをセグノサウルス科（Segnosauridae）としているが、今日このグループはテリジノサウルス科として知られている。この分類は後の分岐学的な解析によって確証されている。 

## 生態
エルリコサウルスの骨格から得られている情報は少ないが、近年、2012年12月19日にブリストル大学地球科学部のスティーブン・ローテンシュレイガー（Stephen Lautenschlager）らにより発表されたCTスキャンによる調査が研究の焦点となっている。脳腔の分析からエルリコサウルスおよび同様のテリジノサウルス科の種は嗅覚、聴覚、バランス感覚といった肉食性の獣脚類と関連した特性が発達していた、前脳が大きく、複雑な社会行動や捕食者からの回避に役立った可能性がある。

## 参照
1. 1 2 3 4 5 6  "Erlikosaurus." In: Dodson, Peter & Britt, Brooks & Carpenter, Kenneth & Forster, Catherine A. & Gillette, David D. & Norell, Mark A. & Olshevsky, George & Parrish, J. Michael & Weishampel, David B. The Age of Dinosaurs. Publications International, LTD. p. 142. ISBN 0-7853-0443-6.
2. ↑  R. Barsbold and A. Perle, 1980, "Segnosauria, a new infraorder of carnivorous dinosaurs", Acta Palaeontologica Polonica 25(2): 187-195
3. ↑  A. Perle, 1981, "Noviy segnozavrid iz verchnego mela Mongolii", Trudy - Sovmestnaya Sovetsko-Mongol'skaya Paleontologicheskaya Ekspeditsiya 15: 50-59
4. 1 2 3  Lindsay E. Zanno (2010). “A taxonomic and phylogenetic re-evaluation of Therizinosauria (Dinosauria: Maniraptora)”. Journal of Systematic Palaeontology 8 (4):  503–543. doi:10.1080/14772019.2010.488045.
5. 1 2 3  Paul, G.S., 2010, The Princeton Field Guide to Dinosaurs, Princeton University Press p. 159
6. ↑  http://www.sciencedaily.com/releases/2012/12/121219174154.htm
7. ↑   Stephan Lautenschlager ,Emily J. Rayfield,Perle Altangerel,Lindsay E. Zanno,Lawrence M. Witmer "The Endocranial Anatomy of Therizinosauria and Its Implications for Sensory and Cognitive Function" PLoS ONE 7(12): e52289.